# Luigi di Savoia Duca degli Abruzzi (croiseur)
Le Luigi di Savoia Duca Degli Abruzzi était un croiseur léger de classe Duca degli Abruzzi ayant servi dans la Regia Marina pendant la Seconde Guerre mondiale. Il survit à la guerre et poursuit sa carrière dans la Marina militare jusqu'en 1961.
Construit par OTO Melara SpA à La Spezia, sa quille est posée le 28 décembre 1933, il est lancé le 21 avril 1936 et mis en service le 1er décembre 1937. Le navire est nommé en l'honneur de Louis-Amédée de Savoie, un prince, alpiniste, marin et explorateur polaire italien.

## Carrière

### Seconde Guerre mondiale
Il appartient à la 8e Division de croiseur avec son sister-ship Giuseppe Garibaldi. Il a participé aux actions suivantes :
- Bataille de Punta Stilo, où il dirigea une flottille de croiseurs légers qui tira les premiers salves de la bataille
- 1er septembre 1940: une partie de la flotte tenta d'intercepter le convoi Hats
- Bataille du cap Matapan
- 24 septembre 1941: une partie de la flotte tenta d'intercepter le convoi Halberd se dirigeant vers Malte.

Il fut endommagé par une torpille lancée d'un avion le 22 novembre 1941. Réparé, il est interné par les Alliés après l'Armistice italien puis servit dans l'Atlantique Sud, opérant contre des corsaires allemands.

### Après-guerre
Après 1945, ses tubes lance-torpilles ont été retirés et remplacés par deux canons antiaériens de 4 pouces. Après 1953, il fut équipé d'un radar de recherche aérien 2D AN / SPS-6.
Fin 1953, après des négociations à Trieste, le croiseur est transféré de Tarente à Venise, afin de renforcer la position italienne à la table de négociation. Finalement, le 26 octobre 1954, le Duca degli Abruzzi devient navire amiral des forces navales italiennes reprenant possession des installations portuaires de Trieste. Il servit dans la Marina militare jusqu'en 1961.